# Bill Ackman
William Albert Ackman, dit Bill Ackman, né le 11 mai 1966, est un milliardaire américain. Il est célèbre pour avoir misé un milliard de dollars, via une vente à découvert, contre le titre Herbalife en 2012, accusant la société d'être une gigantesque pyramide de Ponzi. Il est également connu pour son engagement conservateur dans les universités américaines.

## Biographie

### Enfance, éducation et débuts
Bill Ackman naît le 11 mai 1966 à Chappaqua, New York, le fils de Ronnie (née Posner) et Lawrence David Ackman, le président d'une société de financement immobilier basée à New York.
Il obtient un baccalauréat ès arts magna cum laude en histoire (bachelor) en 1988 à Harvard College et un MBA de la Harvard Business School en 1992.

## Carrière
Bill Ackman est le fondateur et CEO du fonds de couverture Pershing Square Capital Management. En 2014, son fonds Pershing Square Capital gagne 171 millions de dollars après avoir misé sur la réussite d'un SPAC, qui a in fine acquis une fraction du capital de Burger King.
En 2003, Bill Ackman, accompagné de David Einhorn, Guy Spier et Whitney Tilson, est l'objet d'enquêtes menées par Eliot Spitzer, alors procureur général de New York, ainsi que par la Securities and Exchange Commission des États-Unis, concernant leurs activités de vente à découvert sur Farmer Mac, MBIA et Allied Capital. La débâcle de ces entreprises lors de la crise financière de la fin des années 2000 valide leur position et est devenue le sujet de livres écrits par Ackman et Einhorn.
Il est célèbre pour avoir misé un milliard de dollars, via une vente à découvert, contre le titre Herbalife en 2012, accusant la société d'être une gigantesque pyramide de Ponzi.
Il est le sujet principal du documentaire Betting on Zero, qui examine ses allégations contre Herbalife.

## Prises de position
Au côté des milliardaires Elon Musk et Edward Blum, Bill Ackman mène une offensive conservatrice contre les programmes « diversité et inclusion » (DEI) dans les universités et les entreprises aux États-Unis. En janvier 2024, dans un tweet-manifeste de 25 000 signes, il explique que « quiconque osait soulever une question contestant le DEI était considéré comme raciste ». Selon lui, « dans le cadre du DEI, le degré d’oppression d’une personne est déterminé en fonction de sa situation dans une soi-disant pyramide intersectionnelle d’oppression où les Blancs, les juifs et les Asiatiques sont considérés comme des oppresseurs, et un sous-ensemble de personnes de couleur, de personnes LGBTQ et/ou de femmes sont considérées comme opprimées ». À la suite de ce tweet, une enquête menée par la société Bridge Partners auprès de 400 cadres supérieurs et responsables RH révèle que 73 % des dirigeants prévoient d'étendre leurs initiatives DEI, tandis que seulement 2 % envisagent de les réduire.
Bill Ackman critique vivement la prestation de la présidente de l'université d'Harvard, Claudine Gay, devant la Chambre des représentants le 5 décembre 2023, qui est également accusée de manquer de fermeté face à l'antisémitisme : « Réduire le nombre de candidats sur la base de critères de race, de sexe ou d’orientation sexuelle n’est pas la bonne approche pour identifier les meilleurs dirigeants pour nos universités les plus prestigieuses. Et ce n’est pas non plus une bonne chose pour ceux qui se voient attribuer le poste de président et qui se retrouvent dans un rôle qu’ils n’auraient probablement pas obtenu s’ils n’avaient pas eu un gros doigt sur la balance »[réf. nécessaire].
Il critique aussi la présidente d'Harvard pour avoir plagié des passages de ses papiers de recherche. Il l'accuse en outre d'avoir été nommée présidente de Harvard en ayant une quantité d'articles de recherches publiées bien trop faible. Enfin, l'une des dernières critiques qu'il formule à son encontre est l'erreur statistique potentielle invalidant son travail de thèse de 2001, dont elle a refusé de partager les données pour vérification.
Selon le quotidien Le Monde, ce serait Bill Ackman qui « a fini par avoir la tête » de Claudine Gay, la présidente d'Harvard démissionnant le 2 janvier 2024.